# سینوریتا
«سِنیوریتا» (به اسپانیایی: Señorita) (که در ایران گاهی به اشتباه «سینوریتا» خوانده می‌شود) یک آهنگ از شان مندز خواننده کانادایی و کامیلا کابیو خواننده کوبایی آمریکایی است. این نسخه از آهنگ توسط آیلند رکورد در تاریخ ۲۱ ژوئن ۲۰۱۹ منتشر شد.این آهنگ توسط مندز، کابیو، چارلی XCX، علی تامپسی، جک پترسون نوشته شده‌است و تولیدکنندگان آن، بنی بلانکو، و اندرو وات هستند.
این آهنگ دومین همکاری بین مندز و کابیو بعد از "من می‌دانم تابستان گذشته چه کردی " در سال ۲۰۱۵ است.

## اعلام
مندز و کابیو اول در دسامبر ۲۰۱۸ به این همکاری اشاره کردند.در ماه ژوئن ۲۰۱۹ این پروژه را در رسانه‌های اجتماعی را منتشر کردند و هر یک از آنها یک ویدیوی ۲۰ ثانیه ای را به اشتراک گذاشت.آنها در ۱۹ ژوئن ۲۰۱۹ تیزرهای ویدیوی این آهنگ را در حساب‌های اجتماعی خود آپلود کردند.

## موزیک ویدئو
ویدئوی رسمی این آهنگ در تاریخ ۲۱ ژوئن ۲۰۱۹ در یوتیوب پخش شد. ویدئو توسط دیو مایرز در لس آنجلس فیلمبرداری شده‌است و مندز و کابیو را در اطراف شهر نشان می‌دهد. این ویدئو شامل کلیپ‌های دو نفره در یک اتاق هتل، در یک رستوران که شخصیت کابیو در این ویدیو در آن کار می‌کند، و مندز سوار بر موتور سیکلت و رقص در یک مهمانی می‌شود.

### خلاصه داستان
موزیک ویدیو با کامیلا شروع می‌شود به عنوان یک پیشخدمت و شان به دنبال او است و عاشق او می‌شود. آنها به‌طور تصادفی دوباره در یک مهمانی یکدیگر را ملاقات می‌کنند و با یک دیگر می‌رقصند. با این حال، کامیلا با احساس عجیب اتاق را ترک می‌کند. شان تسلیم نشد. او منتظر کامیلا در خارج از رستورانی که کار می‌کند می‌ماند تا با او صحبت کند.کامیلا می‌داند که او را دوست دارد و او هم همین‌طور. پس از آن شان موتور سیکلت را می‌راند و کامیلا او را بغل می‌کند و سرش را پشت شان می‌گذارد.
آنها به یک متل برمیگردند و در آن جا که‌شان تی شرت خود را در میاورد و کامیلا را لمس می‌کند. سپس او روی پاهای خود بلند می‌شود و برای اولین بار او را بوسید. او را بر روی تختش می‌کشد و عشق بازی می‌کنند.
صبح روز بعد، کامیلا پرده‌ها را باز می‌کند و آفتاب باعث می‌شود که چشم‌های شان بسته شود. پس از آن، او بر روی پای خود نشسته و بوسه پرشور را به او می‌دهد. در صحنه بعدی، رقص در یک باشگاه و آنها را در حالی که یکدیگر را می‌بوسند لمس می‌کنند نشان می‌دهد. پس از آن صحنه، چیزی اتفاق افتاد و آنها به شدت بحث کردند. او سوار برموتور سیکلت خود می‌شود و او را ترک می‌کند در حالی که کامیلا منتظر او بود تا کار خود را برای یافتن او پیدا کند.
موزیک ویدیو با کامیلا در حال بحث در مورد مشکل با بهترین دوست خود در کار خود (آنها هر دو پیشخدمت هستند) به پایان می‌رسد در حالی که‌شان در ساحل است.

## چارت
| رتبه      | جدول ۲۰۱۹ |
| --------- | --------- |
| آرژانتین  | ۱۰        |
| استرالیا  | ۲         |
| اتریش     | ۱         |
| بلژیک     | ۲         |
| بلژیک     | ۹         |
| بولیوی    | ۵         |
| برزیل     | ۶۱        |
| بلغارستان | ۱         |
| کانادا    | ۲         |
| کانادا    | ۲۴        |
| کانادا    | ۶         |
| کانادا    | ۱۵        |
| شیلی      | ۱۶        |
| چین       | ۱         |
| کلمبیا    | ۲۵        |
| کاستاریکا | ۱۶        |
| کرواسی    | ۱         |
| جمهوری چک | ۱         |